# Bdzigost
Bdzigost [bˈd͡ʑigɔst], Bedgost [ˈbɛdgɔst] – staropolskie imię męskie. Składa się z członu Bdzi- ("powoduje, że czuwa", por. budzić) i gost- ("gościć", "gość"). Mogło zatem oznaczać "budzący gości". 
Rdzeń bdeti występował jeszcze w imionach staropolskich w dwóch postaciach: Budzi- i Byd- (ta ostatnia zachowana w nazwie miasta Bydgoszcz).